# Vigi
Der Vigi ist ein 17 km langer Torrente und rechter Nebenfluss der Nera, in die er in Borgo Cerreto, einem Ortsteil von Cerreto di Spoleto, mündet.

## Verlauf
Der Vigi entspringt im südwestlichen Gemeindegebiet von Serravalle di Chienti (Provinz Macerata, Region Marken) zwischen den Bergen Monte della Civitella (1038 m, zu Serravalle di Chienti, Marken, nördlich) und Monte Nagni (1084 m, zu Foligno, Umbrien, südlich). Von hier bewegt er sich entlang der Regionengrenze Richtung Süden und tritt bei Roccafranca (Foligno) endgültig in Umbrien und in die Provinz Perugia ein. Nach etwa 2 km erreicht er dann das Gemeindegebiet von Sellano und nach weiteren zwei Kilometern den künstlichen See Lago Loch Ness (auch Lago Lochness) kurz vor dem Stausee Lago di Vigi, der sich zwischen dem Hauptort Sellano und dem Ortsteil Montesanto befindet. Zwischen den beiden Orten befindet sich die Tibetische Hängebrücke (Ponte Tibetano, 175 m über Talboden, 517 m Länge, 1023 Trittstufen, höchste tibetische Hängebrücke Europas), die der Vigi unterquert. Etwa 3 km südlich bei Postignano (Ortsteil von Sellano) empfängt der Vigi seinen bedeutendsten Nebenfluss, den Torrente Argentina, von rechts und tritt unmittelbar danach in das Gemeindegebiet von Cerreto di Spoleto ein. Hier passiert er zunächst den Ortsteil Ponte Sargano und fließt dann westlich und unterhalb der Altstadt von Cerreto di Spoleto nach Borgo Cerreto, in dessen Ortskern er zunächst die Staatsstraße Strada statale 685 delle Tre Valli Umbre unterfließt, um dann als rechter Nebenfluss in den Nera zu gelangen.

## Bilder

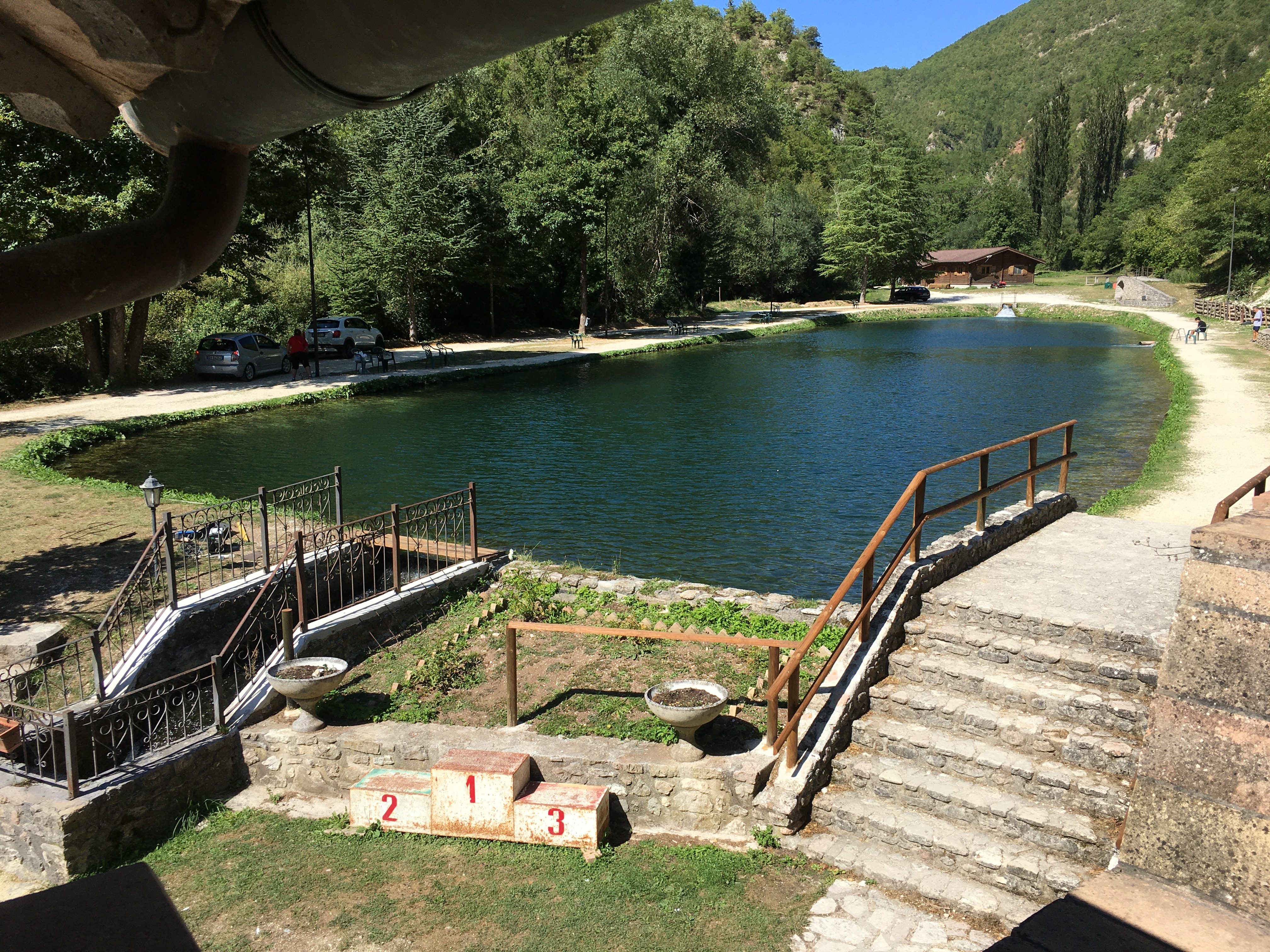
Lago di Vigi (Lago Loch Ness)
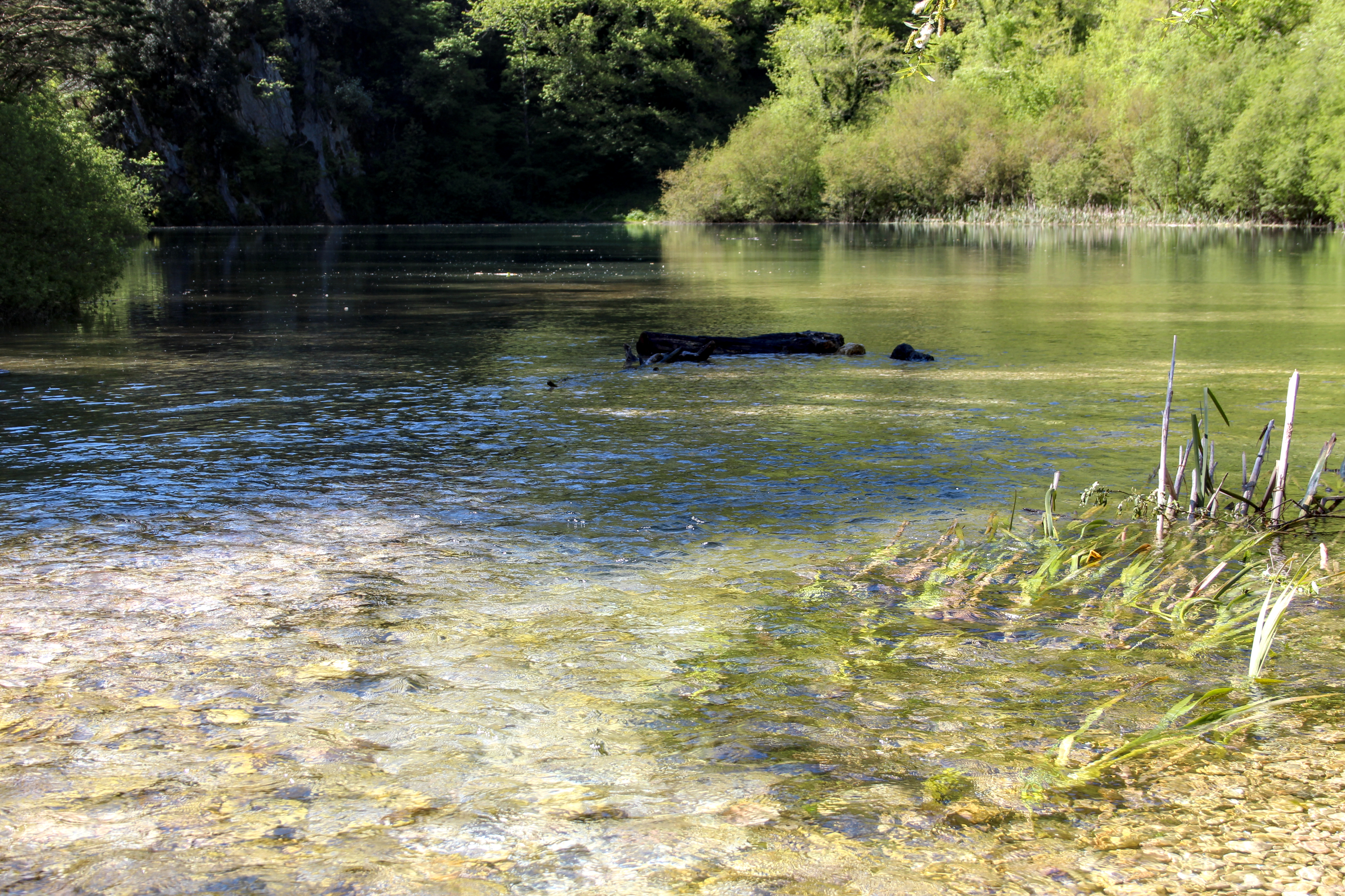
Der Stausee Lago di Vigi vom Eintritt des Vigi gesehen
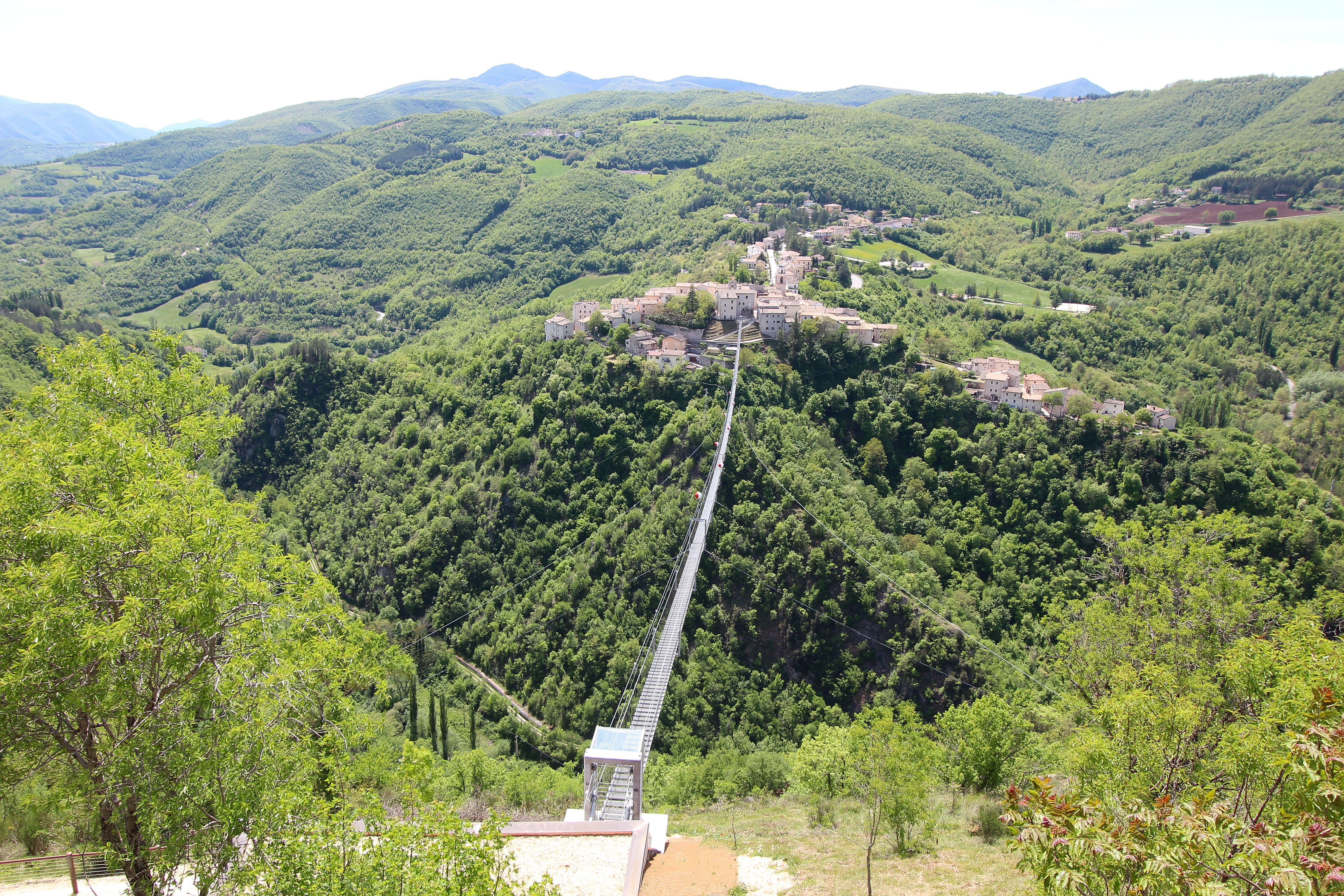
Die Hängebrücke Ponte Tibetano über den Vigi
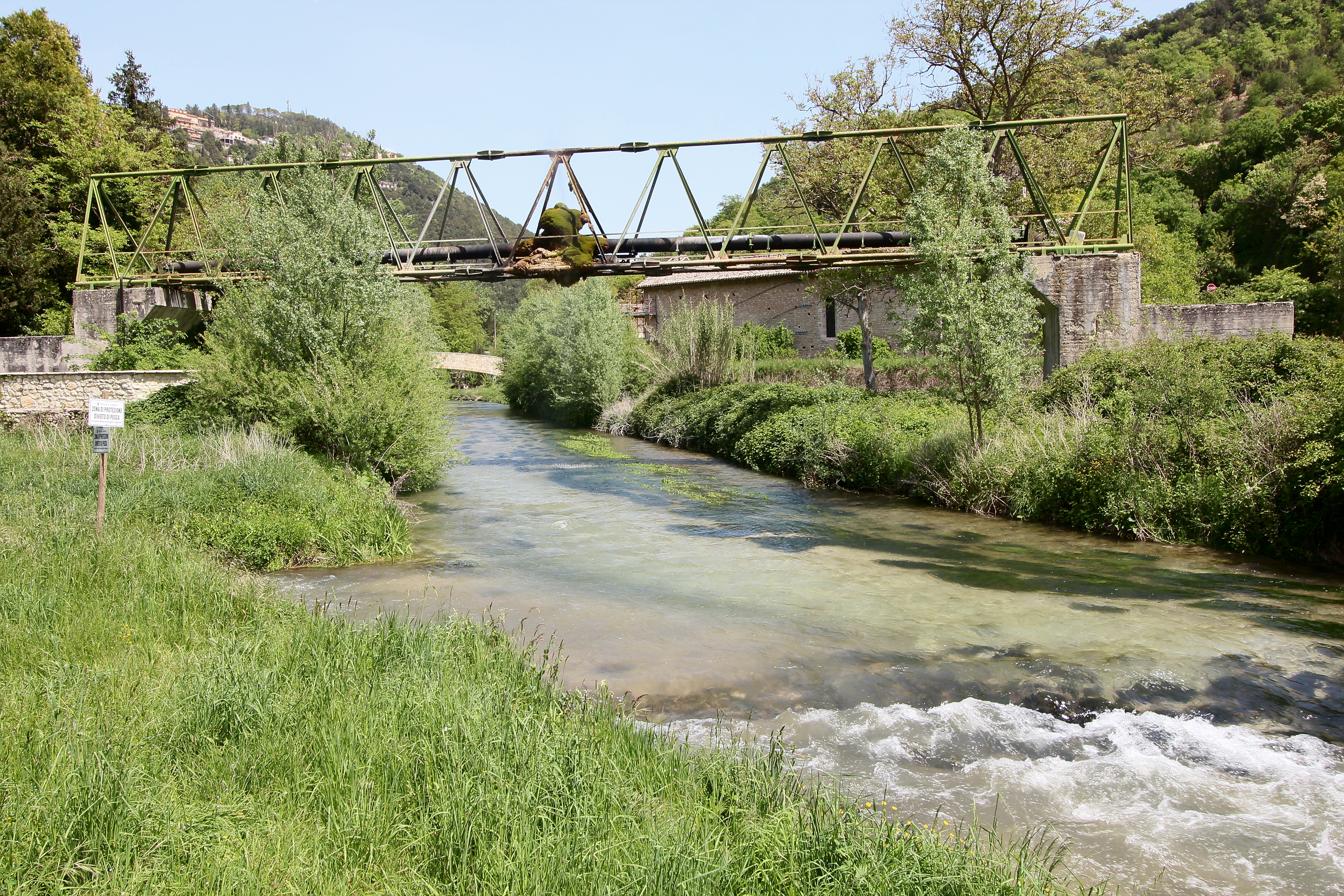
Die Mündung des Vigi (links) in die Nera